# Erika Harlacher
Erika Lynn Harlacher-Stone (California, 29 agosto 1990) è una doppiatrice statunitense.

## Biografia
Harlacher vive a North Hollywood, nella zona di Los Angeles. Nel 2014, ha aperto un canale di video Let's Play su YouTube.  Ha una sorella minore, Natalie. Possiede anche due cani. Il 14 ottobre 2020 ha sposato il partner di lunga data Luke Stone. Suo nonno paterno, Ervin Harlacher, fu il primo presidente del Brookdale Community College. 
Harlacher è stata diagnosticata con un disturbo ossessivo-compulsivo.

## Doppiaggio

### Serie televisive anime
- Keiko Ida in K-On! (2011-2013)
- Kozue Tanabe in Shinryaku! Ika Musume ,(2011)
- Ami Kawashima in Toradora! (2014)
- Suyuko Mankanshoku in Kill la Kill (2014-2015)
- Kurapika in Hunter × Hunter (2016-2019)
- Videl in Dragon Ball Super (doppiaggio Bang Zoom!) (2017)
- Aily in Back Street Girls (2018)
- Yumeko Jabami in Kakegurui (2018)
- Marrine Kreische in Grancrest senki (2019)
- Els in Beastars (2020)
- Persona 5: The Animation (2020)
- Shinobu Kocho in Demon Slayer - Kimetsu no yaiba (2020)
- Ena Ibarada in Science Fell in Love, So I Tried to Prove It (2021)
- Mei Kamino in Godzilla - Punto di singolarità (2021)
- Nina Williams  in Tekken Bloodline (2022)
- Kissara in Pokémon

### Film d'animazione
- Elizabeth Liones in The Seven Deadly Sins the Movie: Prisoners of the Sky (2018)
- Sakura Yamauchi in Voglio mangiare il tuo pancreas (2019)
- Meona Bellucci in Digimon Adventure: Last Evolution Kizuna (2020)
- Yoriko Fukase in Miyo - Un amore felino (2020)
- Shinobu Kocho in Demon Slayer - Il treno Mugen (2021)

### Videogiochi
- Ann Tamaki in Persona 5, Persona 5 Royal, Persona 5 Strikers
- Venti in Genshin Impact
- Aiba in AI: The Somnium Files - nirvanA Initiative
- Dess in Legends of Runeterra
- Marian in River City Girls 2
- Voci aggiuntive in Like a Dragon: Infinite Wealth
- Kylie Canaan in Final Fantasy VII Remake e Final Fantasy VII Rebirth

## Doppiatrici italiane
Da doppiatrice è stata sostituita da:
- Martina Tamburello in Advance Wars 1+2: Re-Boot Camp